# 董教增
董教增（1750年—1822年），字益甫，號觀橋，江蘇上元（今南京）人，清朝政治人物、探花。
乾隆四十五年（1780年）乾隆帝南巡，召試舉人，授內閣中書。乾隆五十二年（1787年）成丁未科一甲第三名進士（探花），授翰林院編修，散館改吏部主事，累遷郎中。嘉慶四年（1799年）出任四川鹽茶道。次年，授四川按察使，鎮撫彝族等少數民族有功，得到仁宗褒獎。不久，調貴州按察使。嘉慶九年（1804年）遷任四川布政使。
嘉慶十二年（1807年）升任安徽巡撫，安撫棚民，又將徽州、寧國部份世代為僕役者轉為平民。嘉慶十五年（1810年）調任陝西巡撫，整頓鹽務。倚重漢中知府嚴如熤。嘉慶十八年（1813年）調廣東巡撫，嘉慶二十二年（1817年）擢閩浙總督，任內放寬造船限制，調解漳泉械鬥。嘉慶二十五年（1820年）入覲，稱病乞歸，未得允許。直到道光元年（1821年）方才得以請歸。道光二年（1822年）卒，朝廷賜卹，諡文恪。《清史稿》有傳。

## 延伸阅读
[在维基数据编辑]
 《清史稿/卷357》，出自趙爾巽《清史稿》

## 外部連結
- 董敎增 （页面存档备份，存于） 中研院史語所